# Aleksandr Zverev
Aleksandr Michajlovič Zverev (in russo Александр Михайлович Зверев?; Soči, 22 gennaio 1960) è un ex tennista sovietico e, successivamente, allenatore di tennis russo.
È noto anche come Alexander Zverev senior per differenziarsi dal figlio Alexander Zverev junior.

## Biografia
Ha rappresentato l'URSS in Coppa Davis dal 1979, anno in cui è diventato tennista professionista. In singolare la sua migliore posizione nel ranking ATP è stata la numero 175, mentre in doppio la numero 307. Ha partecipato a due Universiadi, coprendosi di gloria in entrambe: in quella del 1983 ha vinto il bronzo in singolare, mentre due anni dopo si è aggiudicato l'oro sia in singolare sia in doppio.
Nel 1991 ha lasciato la Russia e si è trasferito ad Amburgo con la moglie Irina Zvereva, a sua volta ex tennista sovietica. Entrambi hanno insegnato tennis ai figli Miša Zverev e Alexander Zverev, che hanno cittadinanza tedesca. Aleksandr Michajlovič Zverev è rimasto il loro allenatore anche quando sono passati al professionismo.